# Kirkebog
 Denne artikel omhandler overvejende eller alene danske forhold. Hjælp gerne med at gøre artiklen mere almen.
En kirkebog, officielt kaldet en ministerialbog, er en bog, hvis formål er at registrere de kirkelige handlinger i kirkesognet.
Der indskrives fødsler, barnedåb, konfirmation, vielse (og trolovelse), dødsfald og begravelse. I visse udgaver også tilgang og afgang fra sognet.
Kirkebøgerne blev ført i to eksemplarer: Ministerialbog og Kontraministerialbog. Det ene eksemplar af sognepræsten og det andet af læreren eller kordegnen.

## Historie
Indholdet har varieret en del igennem tiderne. De allerførste kirkebøger blev startet i 1500-tallet. I 1645 blev førelsen af kirkebøger påbudt ved lov. Loven fastsatte dog ingen detaljerede regler om, hvordan kirkebøgerne skulle føres. Derfor er der stor variation i indholdet af de tidlige kirkebøger. I de fleste tilfælde blev kirkebøgerne kun ført i et eksemplar. Derfor er de i mange tilfælde gået tabt pga. dårlige opbevaringsforhold, præstegårdsbrande m.v.
Ved reskript af 13. december 1812 blev det bestemt, at kirkebøgerne i fremtiden skulle føres i to eksemplarer, hovedministerialbogen og kontraministerialbogen. Samtidig blev det bestemt, at de skulle føres i fortrykte protokoller. Fra denne tid er kirkebøgerne derfor bevaret i alle sogne (pån ær et enkelt).
Kirkebogsføring og personregistrering er stadig en af Folkekirkens vigtigste administrative opgaver. Dog føres der ikke længere kirkebog med pen og blæk. Kirkebogen er nu blevet digital - fra 2002/2003 under navnet Den Ny Kirkebog og siden 2007 tillige under navnet Personregistrering eller bare Person som den seneste almene betegnelse.
10 af de 11 anerkendte trossamfund (anerkendt før 1968) i Danmark fører dog stadig håndskrevne ministerialbøger med juridisk gyldighed. Baptistkirken i Danmark førte fra 1952 og frem til 30. juni 2013 deres egne ministerialbøger, men har som det eneste af de anerkendte trossamfund fravalgt deres ret til at føre egne kirkebøger. Baptistkirkens ministerialbøger ajourføres fra 1. juli 2013 af Statens Arkiver, ligesom udskrifter og attester fra disse skal rekvireres sammesteds fra.

## Anvendelse
Kirkebøger er en af de vigtigste kilder til slægtsforskning.
Kirkebøgerne skal efter endt brug i sognet afleveres til landsarkivet. Alle hovedministerialbøger før 1891 er afleveret. Hovedministerialbøger for tiden efter 1891 skal afleveres til landsarkivet senest 100 år efter, at bogen er udskrevet. Med indførelsen af den nye kirkebog i 2003 bortfaldt føringen af kontraministerialbøgerne. Derfor er alle kontraministerialbøger nu afleveret.
Ifølge arkivloven er kirkebøger, som er afleveret til landsarkiverne frit tilgængelige efter 50 år. Begravelsesregistrene er dog tilgængelige allerede efter 10 år. I praksis er kirkebøger, der er udskrevet senest 1925 og som ikke er skannet til ArkivalierOnline, frit tilgængelige på rigsarkiverne, mens kirkebøger der slutter mellem 1925 og 1960 først er frit tilgængelige efter 100 år - det skyldes, at der kan forekomme senere indskrevne CPR-numre i kirkebøgerne, der slutter efter 1925. 
Næsten alle kirkebøger før ca. 1962 er skannet og kan ses på http://www.sa.dk (vælg Se kirkebøger) eller www.ao.salldata.dk. 
I 2002 begyndte Statens Arkiver på grundlag af en særbevilling at digitalisere de ældre kirkebøger. I forbindelse med dette projekt indscannes alle kirkebøger fra før 1891. Indscanningen sker fra microfiche i sort/hvid, og de indscannede billeder gøres tilgængelige på Arkivalieronline.dk. Projektet omkring indscanning frem til 1891 og tilgængeliggørelse blev afsluttet i september 2006, herefter startede et nyt projekt som blev afsluttet i 2013 med at alle kirkebøger frem til omkring 1960-1969 var blevet scannet og gjort tilgængelige.
Afsnit med fødsel, konfirmation og vielse blev skannet frem til 50 år før skanningstidspunket, mens alle afsnit med døde blev skannet frem til og med 1969. - Ved et storstilet projekt, hvor private arkivbrugere (slægtsforskere) gennemså de skannede filer for at fange evt. forekomster af CPR-numre, blev det sikret, at de sidste fire cifre af CPR-numrene blev sløret i skanningerne.
I forbindelse med scanningerne fra Statens Arkiver (2015 skiftede koncernen navn til: Rigsarkivet), også af andre arkivalier end kirkebøger, er frivillige begyndt at indtaste de gamle kilder på computere, så de igennem databaser kan gøres søgbare. Hos Dansk Data Arkiv og Danish Family Search er det muligt at søge i blandt andet indtastede kirkebøger, det er dog langt fra alle bøger som endnu er indtastet.